# Kamal Abu Eita
Kamal Abu Eita (scritto anche Abu 'Ayta; in arabo كمال أبو عيطة‎?; 1º marzo 1953) è un sindacalista e politico egiziano.
In qualità di funzionario presso l'autorità fiscale immobiliare, Abu Eita ha condotto una battaglia per l'autonomia sindacale contro la Federazione Sindacale Egiziana, controllata dallo stato durante il regime di Mubarak. Figura di spicco durante la rivoluzione egiziana del 2011, ha contribuito a fondare la prima confederazione sindacale indipendente del paese, la Federazione Egiziana dei Sindacati Indipendenti. Eletto all'Assemblea popolare in seguito alle elezioni parlamentari democratiche del 2011-12, Abu-Eita è stato ministro del Lavoro e dell'Immigrazione dal 16 luglio 2013 al 1 marzo 2014.

## Prima della Rivoluzione del 25 Gennaio
Come attivista di lunga data, ha organizzato movimenti sindacali e guidato la sfida contro la Federazione Sindacale Egiziana, affiliata al regime. Nel 2007 ha guidato importanti scioperi e sit-in al di fuori del Ministero del Lavoro, l'istituzione che avrebbe guidato sei anni dopo.
Era attivo nel sostenere la rivoluzione del 25 gennaio. Per diversi anni è stato membro del Partito nasserista della Dignità, fuorilegge fino alla rivoluzione del 2011. Ha rappresentato il partito come parlamentare dopo essere stato eletto nel 2011, dopo essere stato membro dell'Alleanza Democratica per l'Egitto affiliata al Partito Libertà e Giustizia.

## Dopo il 25 gennaio
Ha acquisito notorietà per aver contribuito a creare l'Unione generale indipendente dell'autorità fiscale immobiliare nel 2009, il primo sindacato indipendente del paese. La mossa è stata aggressivamente respinta dalla Federazione Sindacale Egiziana, organizzazione legata allo stato.

### Ministro del Lavoro e dell'Immigrazione
Abu-Eita è stato originariamente indicato come ministro del lavoro durante la presidenza Morsi nel 2012. La sua nomina è stata respinta in modo aggressivo dalla Federazione Sindacale Egiziana poiché considerato ostile nei confronti del Sindacato.
Dopo essere stato nominato ministro nel 2013, ha annunciato che il suo obiettivo principale sarebbe stato promuovere la legge sul salario minimo, soggetto delle sue battaglie politiche per diversi anni. La legge, secondo le stime, avrebbe aumentato gli stipendi del settore pubblico da un minimo di £700 a £1.200 al mese.
Un mese dopo la sua nomina come ministro, le forze di sicurezza hanno interrotto uno sciopero alla Suez Steel Company. Secondo quanto riferito, Abu Eita non ha commentato la questione. I membri del comitato esecutivo della Federazione Egiziana dei Sindacati Indipendenti si sarebbero poi lamentati del fatto che Abu Eita avesse impegnato il sindacato ad abbandonare "l'arma del colpo", a volte, senza consultazioni. In questo modo, è stato visto come strumentalizzare il sindacato indipendente piuttosto che rappresentarne gli interessi.

### Visioni Politiche
Rispondendo alle notizie secondo le quali egli sosteneva l'insegnamento del capitalismo, Abu-Eita ha detto: "Sono un nasserista e non sostengo il capitalismo".
Abu-Eita è stato co-fondatore del Partito nasserista della Dignità.